# Нил Мироточивый
Нил Мироточи́вый (греч. Νείλος ο Μυροβλύτης) или Нил Афо́нский (ум. 1651) — афонский отшельник, автор аскетических сочинений, почитаемый в лике преподобных.
Память в Православной церкви совершается 12 ноября (по юлианскому календарю) и 7 (20) мая, 8 (21) июня.

## Жизнеописание
Преподобный Нил родился в XVI веке в Морее, в современной Греции, в селении, именуемом «Святого Петра», Законийской епархии.
Был сыном православных и благочестивых родителей.
В ранних летах лишился своих родителей и воспитывался своим дядей — иеромонахом Макарием.
Нил, обладая прекрасными природными дарованиями и при неусыпном и искреннем о нём старании его дяди показал быстрые успехи в умственном и нравственном отношениях.
Поэтому юный Нил, достигнув совершеннолетия, принял монашеское пострижение и удостоен был рукоположения во иеродиакона, а затем и во иеромонаха.
Таким образом, достопочтенный дядя и достойный его племянник единодушно подвизались в совместном постническом житии.
Желание больших подвигов в монашеском делании привело блаженного дядю и преподобного племянника на Святую гору Афон, где Макарий и Нил подвизались на месте, называемом Святые Камни.
По преставлении блаженного Макария, восходя на более высокие духовные подвиги преподобный Нил, поселился в скалистой пещере, на высоком месте, которое почти неприступно ни для какого живого существа. Где соорудил себе небольшой храм и прожил всю оставшуюся жизнь.
По отшествии к Господу преподобный Нил был прославлен обильным истечением целительного мира, которое истекало прямо из высокой скалистой пещеры, где и находились святые мощи Нила Мироточивого.
За этим целительным миром стали приезжать христиане из самых отдаленных стран Востока, так что во всём христианском мире стало известно имя Нила Мироточивого.